# Markies van Abercorn
Markies van Abercorn (Engels: marquess of Abercorn) is een Britse adellijke titel, genoemd naar de plaats Abercorn in Schotland. 
De titel werd eenmaal gecreëerd in 1790 door koning George III voor John Hamilton, 9e graaf van Abercorn. Zijn kleinzoon James Hamilton werd in 1868 beleend met de titel hertog van Abercorn. De titel Markies werd toen een aanvullende titel voor de Hertogen van Abercorn.

## Markies van Abercorn (1790)
- 1790 – 1818: John Hamilton (1756 – 1818), 9e graaf van Abercorn sinds 1789; 1e markies van Abercorn
- 1818 – 1885: James Hamilton (1811 – 1885), 2e markies van Abercorn; werd in 1868 1e hertog van Abercorn

Zie verder:Hertog van Abercorn